# Меркалло
Меркалло (італ. Mercallo) — муніципалітет в Італії, у регіоні Ломбардія, провінція Варезе.
Меркалло розташоване на відстані близько 530 км на північний захід від Рима, 55 км на північний захід від Мілана, 15 км на південний захід від Варезе.
Населення — 1853 особи (2014).
Щорічний фестиваль відбувається 27 грудня. Покровитель — San Giovanni Evangelista.

## Демографія
Населення за роками:

Станом на 1 січня 2023 року в муніципалітеті офіційно проживало 89 іноземців з 18 країн, серед них 31 громадянин країн Євросоюзу та 9 громадян України.

## Сусідні муніципалітети
- Комаббіо
- Сесто-Календе
- Варано-Боргі
- Верджате